# BMW M6 GT3

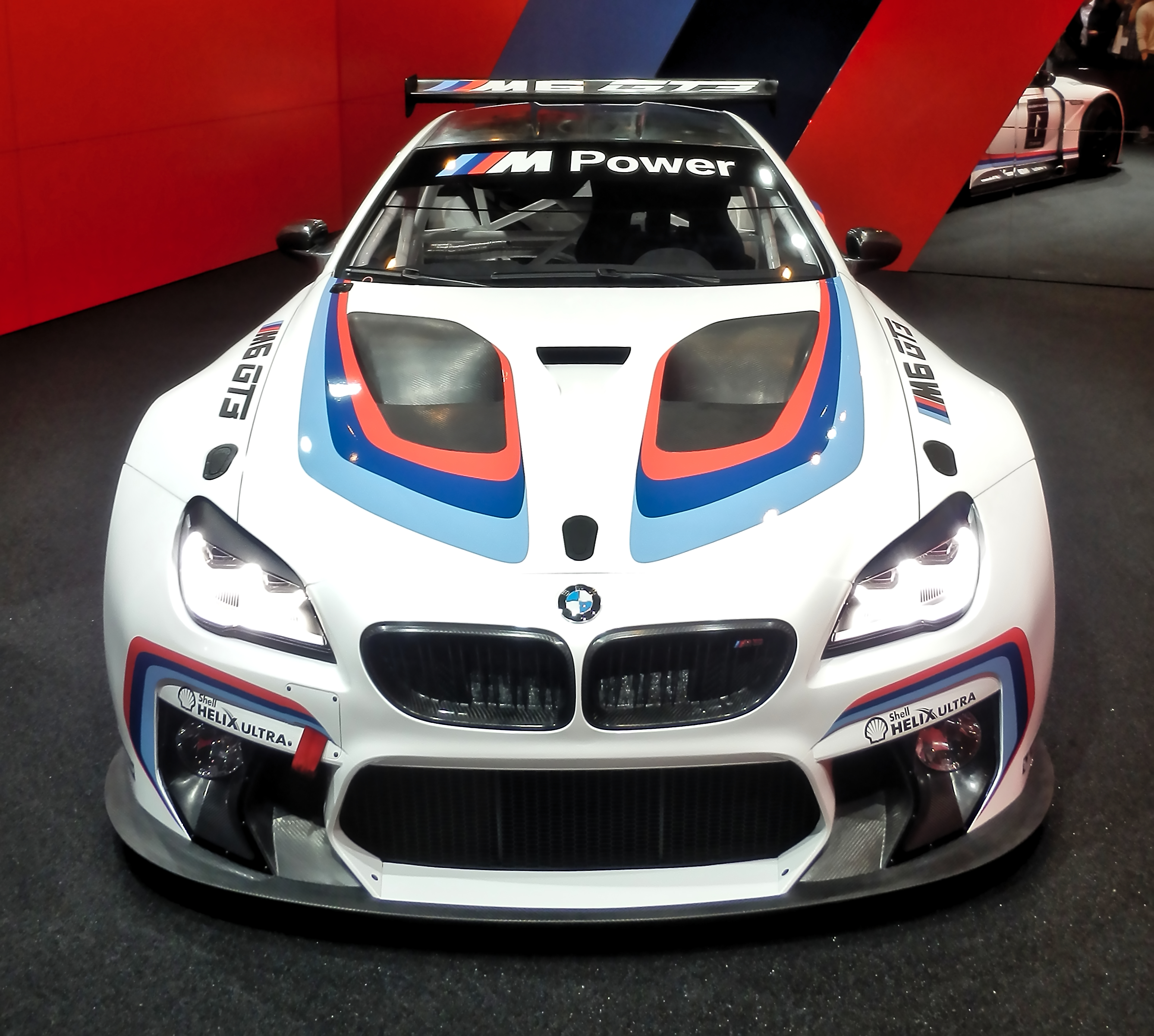
BMW M6 GT3 bei der Premiere auf der IAA 2015

Der BMW M6 GT3 ist ein von BMW Motorsport nach dem FIA-GT3-Reglement aufgebauter Rennwagen. Basisfahrzeug ist der BMW M6 (F13). Für die IMSA WeatherTech SportsCar Championship wird eine abgewandelte Variante unter der Bezeichnung BMW M6 GTLM eingesetzt.

## Entwicklung

### GT3
Der BMW M6 GT3 löste den seit 2010 eingesetzten Z4 GT3 als Rennwagen für den Kundensport der Gruppe GT3 ab. Mit dem M6 als Basisfahrzeug wollte BMW die Hauptkritikpunkte des Vorgängers beseitigen. Der Roadster BMW Z4 war kleiner als die Fahrzeuge der Konkurrenten und der kurze Radstand sorgte für ein schwieriges Fahrverhalten. Außerdem waren für die Serienversion des Z4 keine Motoren mit mehr als sechs Zylindern erhältlich, was für den Renneinsatz als zu gering erachtet wurde.
Mangels eines kleineren Coupes mit V8-Motor im Modellprogramm, musste BMW auf den großen und schweren M6 (F13) setzen, was weitreichende Änderungen nach sich zog. Die Masse des Wagens wurde von 1925 kg im Serienzustand auf 1300 kg für den Renneinsatz reduziert, die Sitzposition nach hinten und mittig versetzt und das Getriebe wanderte als Transaxlegetriebe an die Hinterachse für eine bessere Gewichtsverteilung. Dazu kommen umfangreiche aerodynamische Änderungen und weitere Anpassungen an den Rennbetrieb.

### GTLM
In der IMSA WeatherTech SportsCar Championship ersetzt der M6 GTLM ebenfalls den auf dem Z4 E89 basierenden BMW Z4 GTE. Das für den M6 GTLM spezifische Entwicklungsprogramm, das von BMW Team RLL betrieben wurde, Tests auf dem Daytona International Speedway und dem Sebring International Raceway beinhaltete, begann im November 2015.

## Fahrzeugkonzept

### Karosserie
Selbsttragende Stahlkarosserie mit eingeschweißter Sicherheitszelle nach FIA-Norm. Die Außenhaut besteht aus kohlenstofffaserverstärktem Kunststoff zum Erfüllen der Richtlinien für GT3-Fahrzeuge.
Der M6 GTLM hat gegenüber dem M6 GT3 eine Luftleitfinne weniger am Frontstoßfänger und auch keine Spoilerlippe an der Heckklappe.

### Motor
Der Rennmotor des BMW M6 GT3 basiert auf dem 4,4-Liter-Serienmotor mit Biturboaufladung (Bezeichnung von BMW: M-TwinPower-Turbolader), wie im BMW M6 Coupé. Ölversorgung und Ladeluftkühlung wurden modifiziert.

### Antrieb
Die Leistung überträgt eine hydraulisch betätigte 4-Scheiben-Sinterkupplung und ein sequentielles  Transaxle-Getriebe an die Hinterachse. Die 7 Gänge werden mit Schaltwippen am Lenkrad gewechselt. Die Sperrwirkung des Hinterachsdifferentials ist einstellbar.

### Bremsen
Der M6 GT3 hat an der Vorderachse 6-Kolben-Festsattelbremsen und 4-Kolben-Festsattelbremsen an der Hinterachse.

### Räder
Die Räder des M6 GT3 und des M6 GTLM unterscheiden sich reglementbedingt. Beim M6 GTLM sind die Reifen an der Vorderachse etwas kleiner als an der Hinterachse.

### Elektronik
In den M6 GT3 sind verschiedene elektronische Fahrhilfen wie ein, beim M6 GTLM jedoch nicht vorhandenes, Renn-Antiblockiersystem und eine Antriebsschlupfregelung (ASC) eingebaut. Im Gegensatz zum Vorgänger hat der M6 GT3 kein elektronisches Stabilitätsprogramm (DSC). Im Cockpit sind ein Multifunktionslenkrad und ein Farbdisplay mit optionaler Loggerfunktion vorhanden.

## Renneinsatz
Der BMW M6 GT3 und der BMW M6 GTLM kam ab Januar 2016 in verschiedenen Rennserien weltweit zum Einsatz. Bereits im ersten Jahr konnten Siege mit dem M6 GT3 in der VLN Langstreckenmeisterschaft Nürburgring, dem 24-Stunden-Rennen von Spa-Francorchamps gefeiert werden und in Nordamerika von Rennen in der Klasse GTD in der IMSA WeatherTech SportsCar Championship. Das 24-Stunden-Rennen auf dem Nürburgring wurde 2020 das erste Mal gewonnen.
Der erste Sieg in der GTLM-Klasse mit dem BMW M6 GTLM wurde im Juli 2017 beim Sahlen’s Six Hours of The Glen auf dem Watkins Glen International durch Alexander Sims und Bill Auberlen erreicht.
Am 18. November 2018 gewann Augusto Farfus auf einem BMW M6 GT3 von Schnitzer Motorsport den FIA GT Worldcup auf dem Guia Circuit in Macau.

## Art Car
Die chinesische Künstlerin Cao Fei gestaltete einen carbonschwarzen M6 GT3 als BMW Art Car. Die nichtreflektierende Farbe ermöglicht das Zusammenspiel mit digitaler Technik (herunterladbare App, App-Store unter „BMW Art Car #18“).

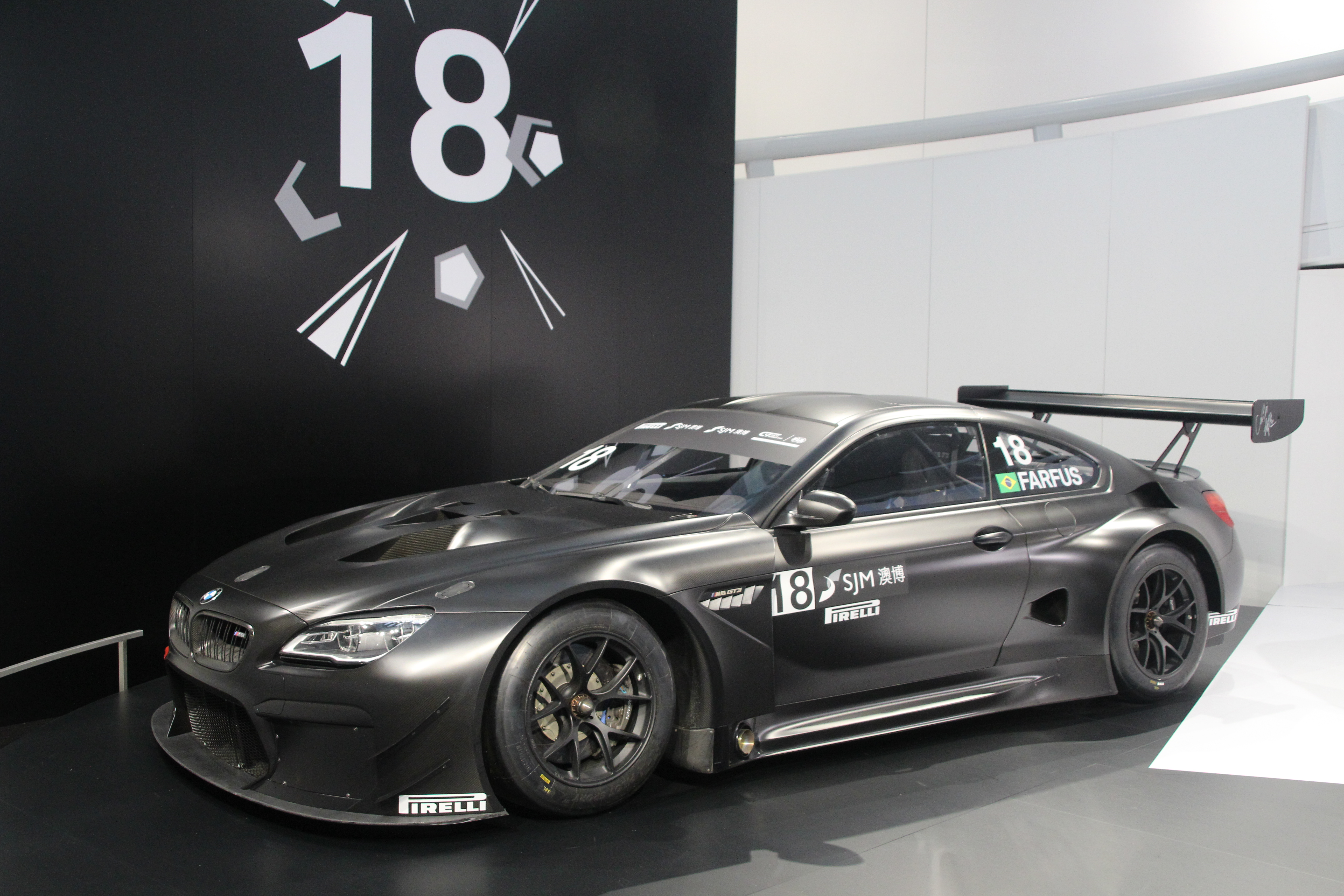
M6 GT3 von Cao Fei ohne digitale Installation
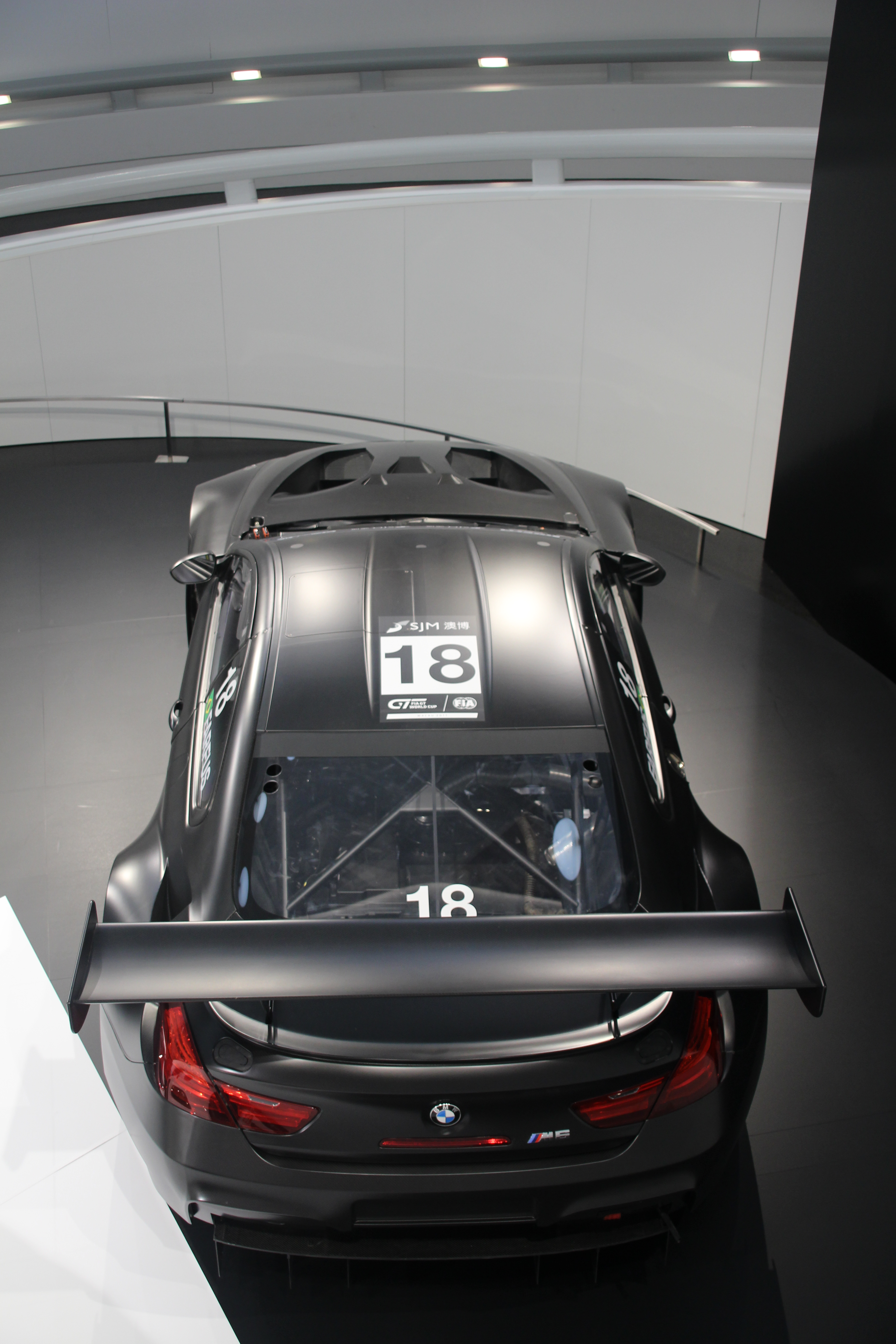
Heckdraufsicht